# Bobby Murphy (Fußballtrainer)
Bobby Murphy ist ein US-amerikanischer Fußballtrainer. Von 2016 bis 2018 war er Co-Trainer des Orlando City SC mit Spielbetrieb in der Major League Soccer (MLS), der höchsten nordamerikanischen Fußballliga. Zwischenzeitlich trat er, nach der Entlassung von Adrian Heath, als Interimstrainer des Franchises in Erscheinung, ehe nach wenigen Wochen Jason Kreis das Traineramt übernahm. Ein weiteres Mal war er nach dem Abgang von Kreis im Juni 2018 für etwa zwei Wochen interimistischer Trainer des Franchises, ehe er nach der Verpflichtung des neuen Trainers James O’Connor ebenfalls entlassen wurde.

## Karriere
Vor seinem Wechsel zum Orlando City SC war Murphy als Direktor der Fußballakademie an der St. Stephen’s Episcopal School, einer privaten koedukativen College Preparatory School, sowie Boarding und Day School in Austin im US-Bundesstaat Texas, tätig. Dieses Amt hatte er von 2003 bis zu seinem Wechsel im Jahre 2016 inne. Während dieser Zeit unterstützte er auch diverse Jugendfußballvereine, wie zum Beispiel den 2004 gegründeten Lonestar Soccer Club. Davor war er unter anderem Director of Coaching bei der South Texas Youth Soccer Association.
In Texas trat er auch kurzzeitig als Co-Trainer für ein noch junges Team mit Spielbetrieb in der Premier Development League (PDL) in Erscheinung, ehe Phil Rawlins, Hauptanteilseigner der Austin Aztex, einem US-amerikanischen Zweitligisten, auf ihn zukam und um Unterstützung bat. Bei den Aztex wurde Murphy die rechte Hand von Cheftrainer Adrian Heath, wirkte selbst aber zumeist aus dem Hintergrund. Nachdem Rawlins das Franchise in den Jahren 2010/11 nach Orlando, Florida, umsiedelte und als Orlando City weiterführte, blieb Murphy weiterhin bei seiner zweiten Arbeit an der St. Stephen’s Episcopal School. Als Grund nannte er, dass seine Kinder zu diesem Zeitpunkt noch zur Schule gingen und er solange bleiben wolle, bis sie diese beendet hatten. Harrison Heath, Sohn von Adrian Heath, sagte später sogar über Murphy, dass er für ihn wie ein zweiter Vater sei.
Am 15. Januar 2016 gab das MLS-Franchise die Verpflichtung von Bobby Murphy als neuen Co-Trainer und technischen Koordinator der MLS-Akademie des Franchises bekannt. Nach der Entlassung von Cheftrainer Adrian Heath wurde Bobby Murphy am 7. Juli 2016 zum Interimstrainer des MLS-Franchises ernannt. Sein erstes Spiel als Interimstrainer erfolgte bereits am darauffolgenden Tag bei einem 0:0-Remis gegen Houston Dynamo. Danach trat er auch noch im nachfolgenden Meisterschaftsspiel, einer 0:2-Niederlage gegen die New York Red Bulls und im übernächsten Ligaspiel, einem 2:2-Remis gegen die Vancouver Whitecaps in Erscheinung. Nach der Verpflichtung von Jason Kreis, die am 19. Juli 2016 bekanntgegeben wurde, betreute Murphy mit Unterstützung von Anthony Pulis, der ebenfalls kurzzeitig als Interimstrainer fungierte und eigentlich Trainer von Orlando City B war, die Mannschaft auch noch in der nachfolgenden Meisterschaftsrunde, bei einem 2:2-Auswärtsremis gegen die Columbus Crew, ehe Jason Kreis seine Arbeit am darauffolgenden Tag aufnahm. Seitdem trat Murphy wieder als Assistenztrainer und technischer Koordinator der Akademie in Erscheinung. Nachdem Kreis am 15. Juni 2018 von Orlando City entlassen worden war, übernahm abermals Murphy interimistisch das Traineramt. Daraufhin trat er in drei Partien als Trainer des Franchises in Erscheinung, ehe James O’Connor zwei Wochen später das vakante Traineramt übernahm und Murphy daraufhin ebenfalls vom Franchise entlassen wurde.
Murphy ist im Besitz der USSF-A- und USSF-National-Youth-Trainerlizenzen. Des Weiteren hat er einen Bachelor-Abschluss (B.Sc.) in Englisch vom New Hampshire College und einen Master-Abschluss (M.Ed.) vom Plymouth State College. Als Fußballspieler kam er unter anderem an der Syracuse University für ein NCAA-Division-I-Team zum Einsatz, ehe er seine Karriere als Fußballtrainer in New Hampshire begann. Zudem ist er Mitglied des U.S. Soccer Federation National Staff, sowie ein U.S. Youth Soccer National Instructor und ein South Region (III) Olympic Development Program (ODP) Staff Coach.